# Museu Balzekas de Cultura Lituana
El Museu Balzekas de Cultura Lituana, originalment en anglès Balzekas Museum of Lithuanian Culture i en lituà Balzeko lietuvių kultūros Muziejus és un museu sobre cultura de Lituània que es troba al número 6500 S. de Pulaski Rd, a Chicago, dins del barri de West Lawn, a prop de l'Aeroport Internacional Midway de Chicago.

## Història
Fundat el 1966, el Museu Balzekas es dedica a la preservació i perpetuació de la cultura lituana i és el museu més gran dels Estats Units dedicat als temes de Lituània, el lituà, la Història de Lituània, la cultura i la política, així com a la relació lituano-americana. El museu alberga esdeveniments, programes i tallers, com el tradicional lituà Užgavėnės, les màscares vėlykaičiai o la decoració d'ous de pasqua margučiai.
El Museu és una destinació popular per als turistes i les escoles, tractant d'aprendre sobre la història de Lituània, la cultura i la immigració. Promou l'estudi i valoració de la diversitat del patrimoni cultural i ètnic dels Estats Units i busca fomentar una major entesa entre tots els pobles. Va ser fundat per Stanley Balzekas, Jr, que continua servint com a President del Museu. La comunitat lituana de Chicago té més lituans i persones d'origen lituà que arreu del món fora de Lituània.